# Jacob Colijn de Nole
Jacob Colijn de Nole, auch frz. Jacques de Nole (* in Cambrai; † 8. März 1601 in Utrecht), war ein flämischer Bildhauer der Renaissance aus der Bildhauerfamilie de Nole.

## Leben
De Nole stammte aus einer Bildhauerfamilie, die vermutlich italienische Wurzeln hatte. Sie wird im älteren Schrifttum teilweise auch Danole oder da Nole geschrieben. Sein Vater war wahrscheinlich Guillaume de Nole, der als Bildhauer in Cambrai tätig war. Jacob de Nole ist in Utrecht ab 1552 nachgewiesen, unter anderem 1569 als Schatzmeister der Gilde.
Seine in Utrecht geborenen Söhne Willem († 1620 ebenda), Jean († 1624 in Antwerpen)  und Robert († 1636 in Antwerpen) waren ebenfalls als Bildhauer tätig.

## Werke
- Monumentalkamin für das Rathaus der Stadt Kampen (1543–1545)
- Grabmal Joost Sasbout (1546) in der Eusebiuskerk in Arnhem
- Grabmal Goert van Reede in der Kirche von Amerongen, wovon die Liegefiguren des Ehepaars van Reede erhalten sind

| Personendaten    | Personendaten                        |
| ---------------- | ------------------------------------ |
| NAME             | Nole, Jacob Colijn de                |
| ALTERNATIVNAMEN  | Nole, Jacques de                     |
| KURZBESCHREIBUNG | flämischer Bildhauer der Renaissance |
| GEBURTSDATUM     | 16. Jahrhundert                      |
| GEBURTSORT       | Cambrai, Frankreich                  |
| STERBEDATUM      | 8. März 1601                         |
| STERBEORT        | Utrecht, Niederlande                 |